# DOSCO prime
『DOSCO prime』（ドスコプライム）は、DREAMS COME TRUE（ドリカム）のコンピレーション・アルバム。2020年10月14日にUNIVERSAL SIGMAから発売された。

## 概要
題名の「DOSCO」は「ドリカムディスコ」の略。ドリカムは本アルバム発売の前年（2019年）にデビュー30周年記念企画として、自らの曲をディスコアレンジしたイベント「ドリカムディスコ」を開催しており、この企画を契機にドリカム自らがリミックスした曲を収録したのが本アルバムという位置づけになる。同日には、外部のDJを招いたディスコアレンジのトリビュート・アルバムとして『DREAM CATCHER 3 - ドリカムディスコ MIX COMPILATION』も発売される。
ドリカムは本アルバムの発売に合わせて、ドリカム初のオンラインイベントとなる『DREAMS COME TRUE WINTER FANTASIA 2020 ‒ DOSCO prime ニコ生 PARTY !!! ‒』をニコニコ生放送で実施した。

## 収録曲
| #         | タイトル                                                                    | 作詞      | 作曲                         | 編曲      | 時間  |
| --------- | --------------------------------------------------------------------------- | --------- | ---------------------------- | --------- | ----- |
| 1.        | 「うれしい!たのしい!大好き! - DOSCO prime Version -」                       | 吉田美和  | 吉田美和                     | 中村正人  | 3:54  |
| 2.        | 「決戦は金曜日 - DOSCO prime Version -」                                    | 吉田美和  | 中村正人                     | 中村正人  | 4:55  |
| 3.        | 「大阪LOVER - DOSCO prime Version -」                                       | 吉田美和  | 吉田美和                     | 中村正人  | 4:43  |
| 4.        | 「何度でも - DOSCO prime Version -」                                        | 吉田美和  | 中村正人・吉田美和           | 中村正人  | 4:20  |
| 5.        | 「やさしいキスをして - DOSCO prime Version -」                              | 吉田美和  | 中村正人                     | 中村正人  | 3:30  |
| 6.        | 「LAT.43°N 〜forty-three degrees north latitude〜 - DOSCO prime Version -」 | 吉田美和  | 吉田美和                     | 中村正人  | 5:55  |
| 7.        | 「その先へ - DOSCO prime Version -」                                        | 吉田美和  | 中村正人・吉田美和・鎌田樹音 | 中村正人  | 4:49  |
| 8.        | 「TRUE, BABY TRUE. - DOSCO prime Version -」                                | 吉田美和  | 中村正人                     | 中村正人  | 4:39  |
| 9.        | 「朝がまた来る - DOSCO prime Version -」                                    | 吉田美和  | 中村正人・吉田美和           | 中村正人  | 3:52  |
| 10.       | 「LOVE LOVE LOVE - DOSCO prime Version -」                                  | 吉田美和  | 中村正人                     | 中村正人  | 3:37  |
| 11.       | 「未来予想図II - DOSCO prime Version -」                                    | 吉田美和  | 吉田美和                     | 中村正人  | 5:18  |
| 12.       | 「雪のクリスマス - DOSCO prime Version -」                                  | 吉田美和  | 吉田美和・中村正人           | 中村正人  | 5:04  |
| 合計時間: | 合計時間:                                                                   | 合計時間: | 合計時間:                    | 合計時間: | 54:36 |

## DREAMS COME TRUE WINTER FANTASIA 2020 - DOSCO PRIME -
『DREAMS COME TRUE WINTER FANTASIA 2020 - DOSCO PRIME -』（ドリームズ・カム・トゥルー ウィンター・ファンタジア 2020 －ドスコ・プライム－）は、DREAMS COME TRUEが2020年に行う予定だったアリーナツアー。新型コロナウイルス感染症拡大に伴い全公演中止となった。

### 概要
- 2019年に行われたイベント「ドリカムディスコ 全国拡散 ～30th ANNIVERSARY～」と、ドリカムの冬の風物詩「WINTER FANTASIA」イベントがコラボしたライブとなる予定だった。
- ツアーが新型コロナウイルス感染症拡大に伴い全公演中止になったことを受け、「DREAMS COME TRUE WINTER FANTASIA 2020 - DOSCO prime ニコ生PARTY!!! -」を開催した。

### スケジュール
| #  | 公演日 | 会場                                    | 開場時間 | 開演時間 |
| -- | ------ | --------------------------------------- | -------- | -------- |
| 1  | 10/17  | 幕張イベントホール                      | 15:30    | 17:00    |
| 2  | 10/18  | 幕張イベントホール                      | 15:30    | 17:00    |
| 3  | 10/24  | さいたまスーパーアリーナ                | 15:30    | 17:00    |
| 4  | 10/25  | さいたまスーパーアリーナ                | 15:30    | 17:00    |
| 5  | 11/07  | 大阪城ホール                            | 15:30    | 17:00    |
| 6  | 11/08  | 大阪城ホール                            | 15:30    | 17:00    |
| 7  | 11/21  | よつ葉アリーナ十勝                      | 15:30    | 17:00    |
| 8  | 11/22  | よつ葉アリーナ十勝                      | 15:30    | 17:00    |
| 9  | 11/28  | 北海道立総合体育センター 北海きたえーる | 15:30    | 17:00    |
| 10 | 11/29  | 北海道立総合体育センター 北海きたえーる | 15:30    | 17:00    |
| 11 | 12/05  | 広島グリーンアリーナ                    | 15:30    | 17:00    |
| 12 | 12/06  | 広島グリーンアリーナ                    | 15:30    | 17:00    |
| 13 | 12/12  | 横浜アリーナ                            | 15:30    | 17:00    |
| 14 | 12/13  | 横浜アリーナ                            | 15:30    | 17:00    |
| 15 | 12/19  | マリンメッセ福岡                        | 15:30    | 17:00    |
| 16 | 12/20  | マリンメッセ福岡                        | 15:30    | 17:00    |
| 17 | 12/26  | 日本ガイシホール                        | 15:30    | 17:00    |
| 18 | 12/27  | 日本ガイシホール                        | 15:30    | 17:00    |

## DREAMS COME TRUE WINTER FANTASIA 2020 - DOSCO prime ニコ生PARTY!!! -
『DREAMS COME TRUE WINTER FANTASIA 2020 - DOSCO prime ニコ生PARTY!!! -』（ドリームズ・カム・トゥルー ウィンター・ファンタジア 2020 －ドスコ・プライム ニコなま パーティ－）は、DREAMS COME TRUEが2020年に行ったオンラインツアー。

### 概要
- デビュー32周年にして初のオンラインイベント。
- 「DREAMS COME TRUE WINTER FANTASIA 2020 - DOSCO PRIME -」の全公演中止を受けて、各開催週の土曜日にニコニコ生放送にて配信された。
- 「ドリカムアコースティックライヴニコ生PARTYヴァージョン」「各エリアDJコーナー」「P→★（TEMPURA KIDZ）のDJコーナー」「『DREAM CATCHER 3』よりS＋AKS新パフォーマンス」が行われた。

### スケジュール
| # | 公演日 | 会場                                                  | 開場時間 | 開演時間 |
| - | ------ | ----------------------------------------------------- | -------- | -------- |
| 1 | 10/17  | 幕張イベントホールのはずだった編                      | 19:00    | 20:00    |
| 2 | 10/24  | さいたまスーパーアリーナのはずだった編                | 19:00    | 20:00    |
| 3 | 11/07  | 大阪城ホールのはずだった編                            | 19:00    | 20:00    |
|   | 11/14  | POWER PLANT 会員限定だ @Blue Note TOKYO               | 19:00    | 20:00    |
| 4 | 11/21  | よつ葉アリーナ十勝のはずだった編                      | 19:00    | 20:00    |
| 5 | 11/28  | 北海道立総合体育センター 北海きたえーるのはずだった編 | 19:00    | 20:00    |
| 6 | 12/05  | 広島グリーンアリーナのはずだった編                    | 19:00    | 20:00    |
| 7 | 12/12  | 横浜アリーナのはずだった編                            | 19:00    | 20:00    |
| 8 | 12/19  | マリンメッセ福岡のはずだった編                        | 19:00    | 20:00    |
| 9 | 12/26  | 日本ガイシホールのはずだった編                        | 19:00    | 20:00    |

### セットリスト

#### 幕張イベントホールのはずだった編
＜MASADO AND MIWASCO SPECIAL LIVE SHOW＞
- G
- その先へ - DOSCO prime Version -
- うれしい！たのしい！大好き！ - DOSCO prime Version -

＜DREAMS COME TRUE ACOUSTIC - MI LIVE SHOW＞
- うれしはずかし朝帰り
- a little waltz

＜生演奏＞
- YES AND NO

#### さいたまスーパーアリーナのはずだった編
＜MASADO AND MIWASCO SPECIAL LIVE SHOW＞
- G
- 朝がまた来る - DOSCO prime Version -
- うれしい！たのしい！大好き！ - DOSCO prime Version -

＜DREAMS COME TRUE ACOUSTIC - MI LIVE SHOW＞
- 時間旅行
- 2人のDIFFERENCE

＜生演奏＞
- YES AND NO

#### 大阪城ホールのはずだった編
＜MASADO AND MIWASCO SPECIAL LIVE SHOW＞
- G
- 大阪LOVER - DOSCO prime Version -
- うれしい！たのしい！大好き！ - DOSCO prime Version -

＜DREAMS COME TRUE ACOUSTIC - MI LIVE SHOW＞
- さぁ鐘を鳴らせ
- 悲しいKiss

＜生演奏＞
- YES AND NO

#### よつ葉アリーナ十勝のはずだった編
＜MASADO AND MIWASCO SPECIAL LIVE SHOW＞
- G
- 雪のクリスマス - DOSCO prime Version -
- うれしい！たのしい！大好き！ - DOSCO prime Version -

＜DREAMS COME TRUE ACOUSTIC - MI LIVE SHOW＞
- あなたにサラダ
- 未来予想図

＜生演奏＞
- YES AND NO

#### 北海道立総合体育センター 北海きたえーるのはずだった編
＜MASADO AND MIWASCO SPECIAL LIVE SHOW＞
- G
- LAT.43°N 〜forty-three degrees north latitude〜 - DOSCO prime Version -
- うれしい！たのしい！大好き！ - DOSCO prime Version -

＜DREAMS COME TRUE ACOUSTIC - MI LIVE SHOW＞
- 週に1度の恋人
- どうぞよろしく

＜生演奏＞
- YES AND NO

#### 広島グリーンアリーナのはずだった編
＜MASADO AND MIWASCO SPECIAL LIVE SHOW＞
- G
- LOVE LOVE LOVE - DOSCO prime Version -
- うれしい！たのしい！大好き！ - DOSCO prime Version -

＜DREAMS COME TRUE ACOUSTIC - MI LIVE SHOW＞
- 夢で逢ってるから
- いつのまに

＜生演奏＞
- YES AND NO

#### 横浜アリーナのはずだった編
＜MASADO AND MIWASCO SPECIAL LIVE SHOW＞
- G
- 決戦は金曜日 - DOSCO prime Version -
- うれしい！たのしい！大好き！ - DOSCO prime Version -

＜DREAMS COME TRUE ACOUSTIC - MI LIVE SHOW＞
- Ring! Ring! Ring!
- しあわせなからだ

＜生演奏＞
- YES AND NO

#### マリンメッセ福岡のはずだった編
＜MASADO AND MIWASCO SPECIAL LIVE SHOW＞
- G
- 何度でも - DOSCO prime Version -
- うれしい！たのしい！大好き！ - DOSCO prime Version -

＜DREAMS COME TRUE ACOUSTIC - MI LIVE SHOW＞
- 愛して笑ってうれしくて涙して
- 空を読む

＜生演奏＞
- YES AND NO

#### 日本ガイシホールのはずだった編
＜MASADO AND MIWASCO SPECIAL LIVE SHOW＞
- G
- うれしい！たのしい！大好き！ - DOSCO prime Version -
- 未来予想図Ⅱ - DOSCO prime Version -

＜DREAMS COME TRUE ACOUSTIC - MI LIVE SHOW＞
- マスカラまつげ
- 大っきらい でもありがと

＜生演奏＞
- YES AND NO

POWER PLANT 会員限定だ @Blue Note TOKYO
OPENING ／ スキスキスー♡
＜生リクエスト 生演奏＞
- Eyes to me
- なんて恋したんだろ
- 初雪 ～ENDING THEME～
- モンキーガール 番外編 “ガンバレあたし！”
- 世界中からサヨウナラ
- ROMANCE
- ヒの字
- せつなくなぃ？
- 眼鏡越しの空
- 高く上がれ！
- 秘密
- 沈没船のモンキーガール
- JET!!!
- YES AND NO
- あはは
- 普通の今夜のことを －let tonight be forever remembered－
- おやすみのうた

＜MASADO AND MIWASCO SPECIAL LIVE SHOW＞
- やさしいキスをして - DOSCO prime Version -
- TRUE, BABY TRUE. - DOSCO prime Version -